# Aguilares (Texas)
Aguilares é uma região censodesignada localizada no condado de Webb, no estado norte-americano do Texas. A sua população era estimada em vinte e um habitantes, conforme o censo de 2010.